# Yours Forever
Yours Forever è il quinto album in studio della cantante australiana Jessica Mauboy, pubblicato nel 2024.

## Tracce
1. Yours Forever – 2:33
2. Underwater – 2:41
3. The Loneliest I Ever Was – 2:50
4. Flashback – 2:57
5. Quite Like You – 2:42
6. Give You Love (featuring Jason Derulo) – 2:54
7. Whitney – 4:27
8. Tell 'Em – 2:50
9. Forget You – 3:01
10. I'm Sorry – 3:21
11. Little Too Late (featuring Miiesha) – 3:19
12. Goodbye – 3:20
13. Never Giving Up – 3:32
14. Yours Forever & Ever – 1:06